# 2018 في النرويج
فيما يلي قوائم الأحداث التي وقعت خلال عام 2018 في النرويج.

## سياسة

### تعيين في المنصب
- 20 مارس – بير ساندبرغ Minister of Justice and Public Security [الإنجليزية]‏.

### انتهاء فترة المنصب
- 4 أبريل – بير ساندبرغ Minister of Justice and Public Security [الإنجليزية]‏،Minister of Fisheries and Ocean Policy [الإنجليزية]‏.

## رياضة
- 5 مايو – سوندفولدن جراند بريكس 2018 الفائزون أندريس فانغستاد، ألكسندر كامب، كارل فريدريك هاغن.
- 6 مايو – رينجيريك جراند بريكس 2018 الفائزون سيفر ورستد، ألكسندر كامب، Stan Dewulf [الإنجليزية]‏.

## وفيات
- 9 يناير – أودفار نوردلي (مواليد 1927) سياسي نرويجي.
- 20 مايو – رولف ساند (مواليد 1920) ممثل نرويجي.
- 30 يونيو – جون جيه. ياكوبسن (مواليد 1937) سياسي نرويجي.
- 29 يوليو – فيبيكي سكوفتيرود (مواليد 1980) متزحلقة نرويجية.
- 1 سبتمبر – مارجيت ساندمو (مواليد 1924) مؤلفة نرويجية سويدية.
- 2 سبتمبر – إيدا إيدي (مواليد 1988) متزلجة ريفية نرويجية.
- 17 ديسمبر – جريمة شمهروش لويزا فيسترجر جيسبرسن ومارين أولاند